# Gouvernement de l'Ouganda
Le gouvernement de l'Ouganda est formé de 30 ministres et 50 ministres d'État lors du mandat 2021-2026,. Le nombre de ministres d'État est réduit par un en septembre 2024 après la mort de la ministre d'État à la défense, Sarah Mateke,.

## Assises juridiques
La formation du conseil des ministres se base sur l'article 111 de la Constitution ougandaise de 1995, modifiée en 2005, qui prévoit que celui-ci est constitué « du président, du vice-président, du premier ministre et du nombre de ministres semblant raisonnablement nécessaire au bon fonctionnement de l'État ». Les ministres sont responsables devant le Parlement, qui peut forcer leur démission par l'adoption d'une motion de censure, bien que le président dispose du dernier mot à cet égard,. Le président peut choisir de maintenir in ministre ayant fait l'objet d'une censure, tel que cela a été le cas avec Persis Namuganza, censuré en janvier 2023 pour mauvaise conduite, mais ayant pu demeurer ministre d'État au Logement et a même réintégré le conseil des ministres après le remaniement de mars 2024,,,,.

## Conseil des ministres (2021-2026)
Les tableaux suivants répertorient l'ensemble des membres du conseil des ministres ougandais au 9 juin 2021, formé sous Robinah Nabbanja. Celui-ci étant formé de 82 ministres.

### Ministres
| Ministère                                                                              | Titulaire               |
| -------------------------------------------------------------------------------------- | ----------------------- |
| Premier ministre et chef des entreprises gouvernementales au Parlement                 | Robinah Nabbanja        |
| Premier vice-Premier ministre et Ministre de la Communauté de l'Afrique de l'Est       | Rebecca Kadaga          |
| Deuxième Vice-Premier ministre et Vice-chef des affaires gouvernementales au Parlement | Moisés Ali              |
| Troisième Vice-Premier ministre et ministre sans portefeuille                          | Lukia Isanga Nakadama   |
| Ministre de l'Éducation et des Sports                                                  | Janet Museveni          |
| Ministre de l'Administration publique                                                  | Wilson Muruli Mukasa    |
| Ministre du Commerce, de l'Industrie et des Coopératives                               | Francis Mwebesa         |
| Ministre de l'Intérieur                                                                | Kahinda Otafiire        |
| Ministre de l'Agriculture, de l'Industrie animale et de la Pêche                       | Frank Tumwebaze         |
| Ministre des Finances, de la Planification et du Développement économique              | Matia Kasaija           |
| Ministre des Affaires étrangères                                                       | Jeje Odongo             |
| Ministre de la Santé                                                                   | Jane Aceng              |
| Ministre des Travaux et des Transports                                                 | Katumba Wamala          |
| Ministre des Terres, du Logement et du Développement urbain                            | Judith Nabakooba        |
| Ministre de l'Eau et de l'Environnement                                                | Sam Cheptoris           |
| Ministre de la Justice et des Affaires constitutionnelles                              | Norbert Mao             |
| Procureur général                                                                      | Kiryowa Kiwanuka        |
| Ministre de la Défense et des Anciens combattants                                      | Oboth Markson Jacob     |
| Ministre de l'Administration locale                                                    | Raphael Magyezi         |
| Ministre des Affaires de Karamoja                                                      | Peter Lokeris           |
| Ministre de l'Énergie et de la Minéralurgie                                            | Ruth Nankabirwa         |
| Ministre des Technologies de l'information et des Communications                       | Chris Baryomunsi        |
| Ministre de la Science, de la Technologie et de l'Innovation                           | Monica Musjanvier       |
| Ministre chargé des Fonctions générales au Cabinet du Premier ministre                 | Justine Lumumba Kasule  |
| Ministre de la Préparation aux catastrophes et aux Réfugiés                            | Hillary Onek            |
| Ministre du Tourisme, de la Faune et des Antiquités                                    | Tom Butime              |
| Ministre de la Présidence                                                              | Milly Babirye Babalanda |
| Ministre de la Sécurité                                                                | Jim Muhwezi             |
| Chef du cabinet et whip                                                                | Denis Hamson Obua       |
| Ministre de l'Égalité des sexes, du Travail et du Développement social                 | Betty Amongi            |
| Ministre de l'Administration de la ville de Kampala                                    | Minsa Kabanda           |

### Ministres d'État
| Ministère                                                               | Ministre d'État              |
| ----------------------------------------------------------------------- | ---------------------------- |
| Minister d'État au Suivi économique                                     | Beatrice Akello Akori        |
| Ministre d'État à l'Éthique et l'Intégrité                              | Rose Akello                  |
| Ministre d'État au Bureau du Vice-président                             | Diana Nankunda Mutasingwa    |
| Ministre d'État à la Préparation des catastrophes et des Réfugiés       | Lillian Aber                 |
| Ministre d'État au Nord de l'Ouganda                                    | Omona Kenneth                |
| Ministre d'État aux Affaires de Karamoja                                | Wamala Namboozo Florence     |
| Ministre d'État au Triangle de Luweero et à la région de Rwenzori       | Alice Kaboyo                 |
| Ministre d'État aux Affaires de Teso                                    | Clement Kenneth Ongalo Obote |
| Ministre d'État aux Affaires de Bunyoro                                 | Jennifer Namuyangu           |
| Ministre d'État aux Affaires communautaires est-africaines              | Maggie Magode Ikuya          |
| Ministre d'État à l'Agriculture                                         | Fred Bwiino Kyakulaga        |
| Ministre d'État aux Pêches                                              | Hellen Adoa                  |
| Ministre d'État à l'Industrie animale                                   | Bright Rwamirama             |
| Ministre d'État à la Défense                                            | Vacant                       |
| Ministre d'État aux Anciens combattants                                 | Huda Oleru                   |
| Ministre d'État à l'Enseignement supérieur                              | John Chrysostom Muyingo      |
| Ministre d'État à l'Éducation primaire                                  | Joyce Moriku                 |
| Ministre d'État aux Sports                                              | Peter Ogwang                 |
| Ministre d'État à l'Énergie                                             | Sidronius Opolot Okasai      |
| Ministre d'État à la Minéralurgie                                       | Phiona Nyamutoro             |
| Ministre d'État aux Finances pour les Fonctions générales               | Henry Musaasizi              |
| Ministre d'État aux Finances pour la Planification                      | Amos Lugoloobi               |
| Ministre d'État aux Finances pour l'Investissement et la Privatisation  | Evelyn Anite                 |
| Ministre d'État aux Finances pour la Microfinance                       | Haruna Kasolo Kyeyune        |
| Ministre d'État au Transport                                            | Fred Byamukama               |
| Ministre d'État aux Travaux                                             | Musa Echweru                 |
| Ministre d'État aux Ressources halieutiques                             | Aisha Sekkindi               |
| Ministre d'État à l'Environnement                                       | Beatrice Atim Anywar         |
| Ministre d'État au Logement                                             | Persis Namuganza             |
| Ministre d'État à la Planification urbaine                              | Kania Obiga                  |
| Ministre d'État aux Terres                                              | Sam Mayanja                  |
| Ministre d'État à la Santé pour les Fonctions générales                 | Kawoya Bangirana             |
| Ministre d'État à la Santé pour les Soins primaires                     | Margaret Muhanga             |
| Procureur général adjoint                                               | Jackson Kafuuzi              |
| Ministre d'État au Commerce                                             | Wilson Mbasu Mbadi           |
| Ministre d'État aux Industries                                          | David Bahati                 |
| Ministre d'État aux Coopératives                                        | Frederick Ngobi Gume         |
| Ministre d'État à l'Autorité de la capitale Kampala                     | Kabuye Kyofatogabye          |
| Ministre d'État aux Affaires étrangères internationales                 | Henry Oryem Okello           |
| Ministre d'État aux Affaires étrangères régionales                      | John Mulimba                 |
| Ministre d'État aux Gouvernements locaux                                | Victoria Rusoke              |
| Ministre d'État au Tourisme                                             | Martin Mugarra               |
| Ministre d'État aux Technologies de l'information et aux Communications | Joyce Ssebugwawo             |
| Ministre d'État à l'Orientation nationale                               | Godfrey Kabyanga Baluku      |
| Ministre d'État au Genre et à la Culture                                | Peace Mutuuzo                |
| Ministre d'État à la Jeunesse et à l'Enfance                            | Balaamu Barugahare Attenyi   |
| Ministre d'État au Travail, à l'Emploi et aux Relations industrielles   | Anyakun Esther Davinia       |
| Ministre d'État aux Aînés                                               | Gidudu Mafaabi               |
| Ministre d'État aux Handicapés                                          | Hellen Asamo                 |
| Ministre d'État aux Affaires internes                                   | David Muhoozi                |
| Ministre d'État aux Services publics                                    | Grace Mary Mugasa            |